# 부르봉파르마의 치타
치타 마리아 델레 그라치에 폰 부르봉파르마(독일어: Zita Maria delle Grazie von Bourbon-Parma, 이탈리아어: Zita Maria delle Grazie Adelgonda Micaela Raffaela Gabriella Giuseppina Antonia Luisa Agnese di Bourbon-Parma 지타 마리아 델레 그라치에 아델곤다 미켈라 라파엘라 가브리엘라 주세피나 안토니아 루이사 아그네제 디 보르보네파르마[*] 1892년 5월 9일 ~ 1989년 3월 14일)는 카를 1세의 배우자로서, 오스트리아-헝가리의 마지막 황후였다.

## 어린 시절
치타는 1892년 5월 9일, 이탈리아의 루카에서 파르마의 공작인 로베르토 1세와 그의 두 번째 부인인 포르투갈의 마리아 안토니아 사이에서 태어났다. 본명은 지타 마리아 델레 그라치에 아델곤다 미켈라 라파엘라 가브리엘라 주세피나 안토니아 루이자 아그네제 디 보르보네파르마(Zita Maria delle Grazie Adelgonda Micaela Raffaela Gabriella Giuseppina Antonia Luisa Agnese di Borbone-Parma). 치타가 태어나기 전 리소르지멘토로 인해 파르마 공국은 사르데냐 왕국의 영토가 되었고 아버지 로베르토 1세는 이미 파르마의 군주로서의 지위를 상실한 상태였다. 그러나 그녀의 아버지는 프랑스 왕족의 혈통의 후손이라는 것을 강조하면서, 프랑스어를 비롯해서 포르투갈어와 독일어, 영어, 이탈리아어, 스페인어를 자신의 자식들에게 가르쳤다. 그녀는 10살 때, 잔베르크에 있는 기숙 학교에 들어갔으며, 15살 때에는 할머니에 의해서 와이트 섬에 수녀원에 보내졌다. 치타는 그 곳에서 가난한 사람들을 위해 봉사했으며, 건강이 쇠약해지자 오스트리아 온천장에서 2년동안 요양을 하면서 건강을 회복했다.

## 결혼
마리 테레제 대공비는 치타의 숙모이자, 카를의 할머니였는데, 따라서 이 두 사람은 결혼전에도 우연히 마주쳤다. 치타와 카를은 마리 테레제 대공비 저택에서 다시 한 번 만나게 되는데 이 후 두 사람은 점점 가까워졌고, 연인 사이로 발전하였다. 치타가 마드리드 대공 돈 하우메와 약혼한다는 퍼졌는데, 카를은 대공비에게 그 소문이 사실이 아니라는 것을 듣고는, 결혼을 서두르기로 하였다. 치타는 1911년 10월 21일 슈봐르차우성에서 카를과 결혼식을 올렸고, 헤첸도르프에서 신혼 생활을 시작하게 되었다. 1912년 11월 20일에는 오스트리아의 마지막 황태자이자 첫  자녀 오토 황태자를 낳는다. 

### 황태자비
1914년 6월 28일, 프란츠 페르디난트 대공과 그의 부인 조피가 사라예보에서 암살당하자, 카를은 황태자로 책봉되었고, 오스트리아는 세르비아와 전쟁을 선포한다. 그녀는 전쟁이 일어나자, 매우 난감한 상황에 처하게 되는데 프랑스에 있는 오빠 사비에르와 식스투스는 적국인 벨기에의 육군 장교로 참전했으며, 이탈리아 왕국 또한 연합국으로 참전하여 그녀가 이탈리아계 가문이라는 것도 큰 문제가 되었다. 1916년 11월 21일, 프란츠 요제프 1세가 사망하자, 카를 1세가 즉위하게 되었고, 그녀는 오스트리아의 황후이자 헝가리의 왕비, 보헤미아의 왕비가 되었다.

### 오스트리아의 황후이자 헝가리와 보헤미아의 왕비
카를 1세와 치타는 1916년 12월 30일, 부다페스트에서 대관식을 가졌고, 그 후엔 간단한 축하연이 있었다. 그녀는 카를을 따라 군부대를 시찰하며 전선에 나가 병사들을 위문하거나 전쟁 미망자들이나 전쟁 고아들을 돌보는 등의 일을 하였다. 카를은 치타의 오빠인 식스투스와 비밀 협상을 해 전쟁을 종결하고 싶어했지만, 이를 알아챈 독일의 강력한 반발로 평화 협상은 좌절됐다. 결국 카를과 치타는 쇤브룬 궁전에서 항복 문서에 서명하는데, 치타는 항복 문서의 내용 중 폐위(Abdication)을 보고, 이런 말을 하였다.
| “ | 군주는 폐위될 수 없다. 다만 양위될 뿐이다. 이 자리의 카를 황제가 쓰러지면 오토 황태자가 있다. 우리 모두가 죽임을 당한다해도 합스부르크로트링겐 왕가의 사람들이 아직도 남아있다. | ” |

결국 항복 문서에서 폐위라는 단어는 삭제되었으나, 다음 날 독일과 오스트리아에선 공화국이 선포되었다.

## 1차 세계 대전 이후

### 스위스와 마데이라에서의 생활
치타와 가족들은 헝가리와 슬로바키아의 국경 지대인 에커르차우 황실 사냥숙사에 머물게 되었는데, 이들은 식품조차 구하기 힘들었다. 치타의 오빠인 식스투스는 영국의 조지 5세에게 합스부르크 왕가의 사람들을 도와줄 것을 부탁하였고, 영국은 치타와 가족들을 에커르차우에서 스위스로 갈 수 있는 특별기차표를 주선했는데, 이로써 카를은 스위스로 떠날 수 있었는데, 사실상 추방이었다. 그들은 부르봉 파르마 가문의 봐르텍 성의 머물렀는데, 봐르텍 성은 오스트리아와 국경지대인 로로샤흐에 있었기 때문에, 스위스 당국은 더 서쪽으로 가서 살 것을 강요했다. 결국 그들은 제네바의 빌라 프리긴스에서 지내게 되었다. 헝가리는 트리아농 조약으로 독립한 후, 왕정과 공화정 사이에서 엄청난 혼돈에 있었는데, 헝가리의 귀족들은 우선 왕정을 유지한 후, 서서히 공화정으로 가자고 했고, 호르티 대공을 섭정왕으로 선출했다. 카를은 헝가리로 돌아가려했으나, 실패하고 새 거처를 알아봐야했다. 영국과 프랑스에선 그들을 거절하였고, 결국 포르투갈의 마데이라에서 살게되었다. 그러나 1922년 4월 1일 카를 1세가 폐렴 합병증으로 사망하였고, 푼샬 성당에서 장례식이 거행되었다.

### 스페인과 벨기에에서의 생활
합스부르크가의 먼 친척인 스페인의 알폰소 13세는 레케이쇼의 우리바렌 궁전에서 사용할 수 있게 해주었다. 이후 그녀는 자신의 아이들 양육에 힘썼는데, 오스트리아의 건물 임대료, 개인 소유의 포도원에서의 수입이 전부였고, 오스트리아의 개인이나 일부 단체가 합스부르크 왕가의 후손들을 위하여 모금비를 보냈지만, 이는 그녀 이외에도 다른 합스부르크 왕가 사람들에게도 나누어졌기 때문에 액수가 많지는 않았다. 1929년 9월 그녀는 자녀의 교육을 위해 브뤼셀 근교 스텐노케르젤에 집을 얻어 이사하였다. 벨기에에서 오스트리아의 총리였던 엥겔베르트 돌푸스와 오토, 치타는 합스부르크 재건을 위해 열심히 노력했지만, 1938년 나치 독일의 오스트리아 병합으로 무산되고 말았다.

### 전쟁을 피하여 미국으로
나치독일이 벨기에를 침략하자, 치타와 가족들은 전쟁 난민이 되어버린다. 보스츠에 있는 프랑스성으로 도피하지만, 이 곳도 나치로부터 안전하지는 않았다. 결국 그녀는 페탱의 도움을 받아, 포르투갈로 넘어가 뉴욕에 도착하고, 캐나다의 퀘백에서 살게된다. 그녀가 유럽 대륙을 떠났을 때 그녀의 오스트리아 소득은 끊겼고 그녀의 가난한 삶은 다시 시작되었습니다. 치타는 전쟁이 끝나자, 캐나다의 여러 곳을 돌아다니면서 전쟁으로 황폐화된 오스트리아와 헝가리를 위해 모금해줄 것을 부탁하기도 하였다.

## 2차 세계 대전 이후
룩셈부르크 슈르의 주교가 스위스 지제르스에 있는 성에 와서 살 것을 권유했고, 치타는 그 제안을 받아들여 룩셈부르크에서 살게되었다. 1960년이 되자, 오스트리아는 합스부르크 왕가 사람들의 입국을 허용했는데, 1919년 4월 10일 이후의 출생자에 한해서만이었다. 치타의 딸 아델하이트는 1972년 오스트리아에서 사망하는데, 치타는 이 장례식에 참여할 수가 없었다. 1982년이 되자 이 제한은 사라지게 되었고, 그녀는 60년만에 오스트리아로 돌아올 수 있었다. 1987년 치타는 자신의 95회 생일을 맞아 자신의 모든 가족을 불러들였고, 그 이후엔 막내딸인 엘리자베트의 집에서 살게되었다. 1989년에 그녀는 오토를 불러 합스부르크 가문을 당부하고, 3월 14일에 향년 98세의 나이로 운명하였다.

## 장례식
장례식은 1989년 4월 1일 빈에서 거행되었다. 그녀의 장례식엔 프란츠 요제프 1세의 시신을 운구했던 마차가 그녀를 장례식장까지 옮겼다. 지타의 장례식엔 치타의 후손들을 포함하여, 모든 합스부르크로트링겐 왕가의 사람들과 부르봉파르마 가의 사람들과 그 이외에도 각 국의 정치인, 국제기구대표와 교황 요한 바오로 2세가 파견한 교황청 특별 조문사절등 약 6000명의 조문사절이 거리를 메웠다.

## 자녀
치타는 카를 1세와의 사이에서 5남 3녀를 두었다.
- 오토 (1912-2011) - 레기나 폰 작센마이닝겐과 혼인
- 아델하이트 (1914-1971) - 미혼
- 로베르트 카를 루트비히 (1915-1996) - 마르게리타 사보이아와 혼인
- 펠릭스 프리드리히 (1916-2011) - 안나 오이게니 폰 에렌버크와 혼인
- 카를 루트비히 합스부르크 (1918-2007) - 욜란데 폰 레지나와 혼인
- 루돌프 시링구스 합스부르크 (1919-2010) - 크세니야 체르니셰프베소브라소프 여백작과 혼인 후 사별, 브레데의 안나 가브리엘레 공녀와 재혼
- 샤를로테(1921-1998) - 메클렌부르크 공작 게오르크와 혼인
- 엘리자베트 샤를로테(1922-1993) - 리히텐슈타인 후자 하인리히와 혼인

## 참고 문헌
- Beeche, Arturo & McIntosh, David. (2005). Empress Zita of Austria, Queen of Hungary (1892–1989) Eurohistory. ASIN: B000F1PHOI
- Bogle, James and Joanna. (1990).  A Heart for Europe: The Lives of Emperor Charles and Empress Zita of Austria-Hungary, Fowler Wright, 1990, ISBN 0-85244-173-8